# Ambasciata Tenshō

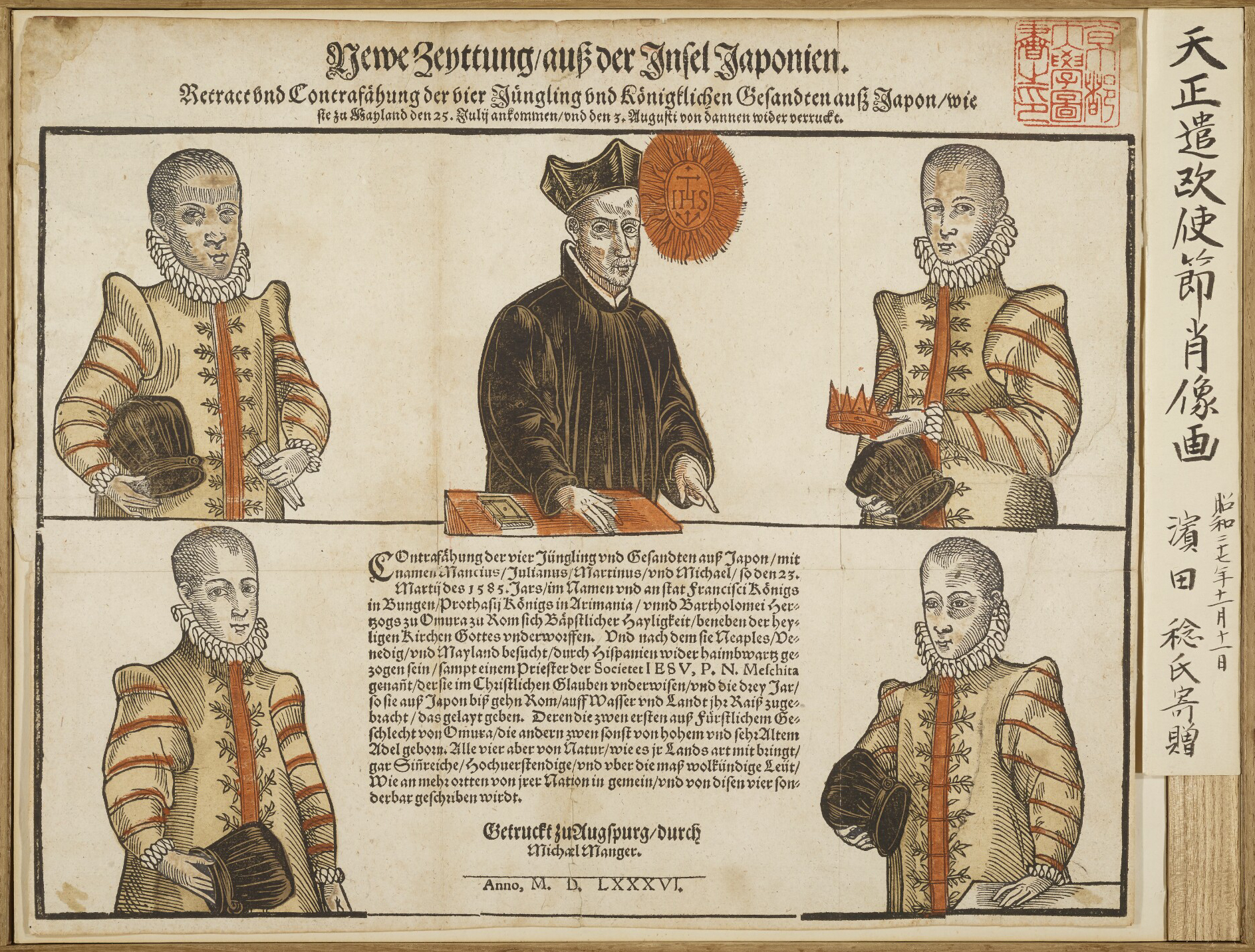
La delegazione giapponese inviata in Europa nel 1582. In alto da sinistra a destra: Giuliano Nakaura, Diogo de Mesquita, Itō Mancio; in basso da sinistra a destra: Martino Hara e Michele Chijiwa.

L'ambasciata Tenshō (天正遣欧少年使節?, Tenshō ken'Ō shōnen shisetsu, letteralmente "Missione in Europa dei ragazzi dell'era Tenshō") fu la prima missione diplomatica giapponese inviata in Europa, partita alla volta del vecchio continente per volere del missionario gesuita Alessandro Valignano e dei daimyō cristiani Ōtomo Sōrin, Ōmura Sumitada e Arima Harunobu. Durante il viaggio, che durò tra andata e ritorno otto anni e mezzo (dal 20 febbraio 1582 al 21 luglio 1590), gli inviati ebbero modo di visitare il Portogallo, la Spagna e l'Italia. Guidati dal giovane dignitario cristiano Itō Mancio, incontrarono Filippo II di Spagna, Francesco I de' Medici, i papi Gregorio XIII e Sisto V, oltre a numerosi politici, ecclesiastici e figure di spicco dell'epoca.

## Antefatti
L'idea di inviare un certo numero di giovani dignitari giapponesi in Europa fu di Alessandro Valignano, gesuita italiano impegnato in attività missionarie nell'Estremo Oriente dal 1573. Egli scelse personalmente due ragazzi facenti parte di tre delle maggiori famiglie daimyō cristiane presenti in Giappone a quel tempo: Itō Mancio, nominato capo delegazione, fu scelto in rappresentanza di Ōtomo Sōrin, mentre Michele Chijiwa fu scelto in rappresentanza di Ōmura Sumitada e Arima Harunobu. A loro si unirono altri due giovani nobili, Giuliano Nakaura e Martino Hara (formalmente come accompagnatori di Itō e Chijiwa, ma di fatto anch'essi trattati come parte della delegazione a tutti gli effetti) e un piccolo gruppo di accompagnatori, tra cui il padre gesuita portoghese Diogo de Mesquita, che fece loro da guida e interprete. Il Valignano auspicava che la missione in Europa, grazie alla presenza di giovani appartenenti alla nobiltà giapponese, aiutasse ad accrescere la consapevolezza del Giappone all'interno delle alte sfere clericali del vecchio continente, oltre a sfatare alcuni stereotipi sul Paese nipponico.

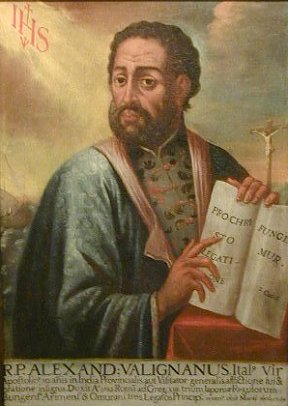
Alessandro Valignano promosse e organizzò l'ambasciata Tenshō in Europa.

L'obiettivo principale della missione rimaneva comunque mettere a conoscenza coloro che avrebbero preso parte al viaggio della «grandezza della religione cristiana», oltre allo «splendore e la ricchezza» del continente dove questa era maggiormente diffusa, l'Europa. Valignano infatti era del parere che i giapponesi non conoscessero granché riguardo al vecchio continente, tant'è che una parte di essi pensava che i missionari europei in visita in Giappone fossero persone di basso rango arrivati nel Paese nipponico in cerca di fortuna. Così, nel tentativo di sovvertire questa immagine negativa, egli scelse come rappresentanti del Giappone alcuni dei giovani più intelligenti appartenenti alla nobiltà giapponese, affinché si rendessero conto da soli della realtà dell'Europa e potessero raccontare ciò che avevano visto ai loro compatrioti una volta ritornati in Giappone.

## La missione
La delegazione partì dal porto di Nagasaki il 20 febbraio 1582, quando i quattro ragazzi non avevano ancora compiuto quindici anni. Valignano, che avrebbe voluto accompagnarli fino in Europa e tornare con essi in Giappone, fu costretto a fermarsi a Goa perché nominato provinciale delle Indie, delegando di conseguenza la loro tutela al padre Nunzio Rodriguez. La missione arrivò in Portogallo due anni dopo, passando per le colonie Macau e Goa prima di sbarcare a Lisbona l'11 agosto del 1584, dove fu accolta dalla nobiltà locale. Nel Paese lusitano gli ambasciatori ebbero modo inoltre di visitare la Chiesa di San Rocco e il Monastero dos Jerónimos, oltre a fare tappa in città quali Sintra ed Évora. Da lì proseguirono verso la Spagna, dove furono ricevuti da re Filippo II in quel di Madrid. A quest'ultimo vennero consegnate due lettere in lingua spagnola firmate da Ōtomo, Ōmura e Arima, all'interno delle quali i tre daimyō offrivano completa obbedienza al sovrano.

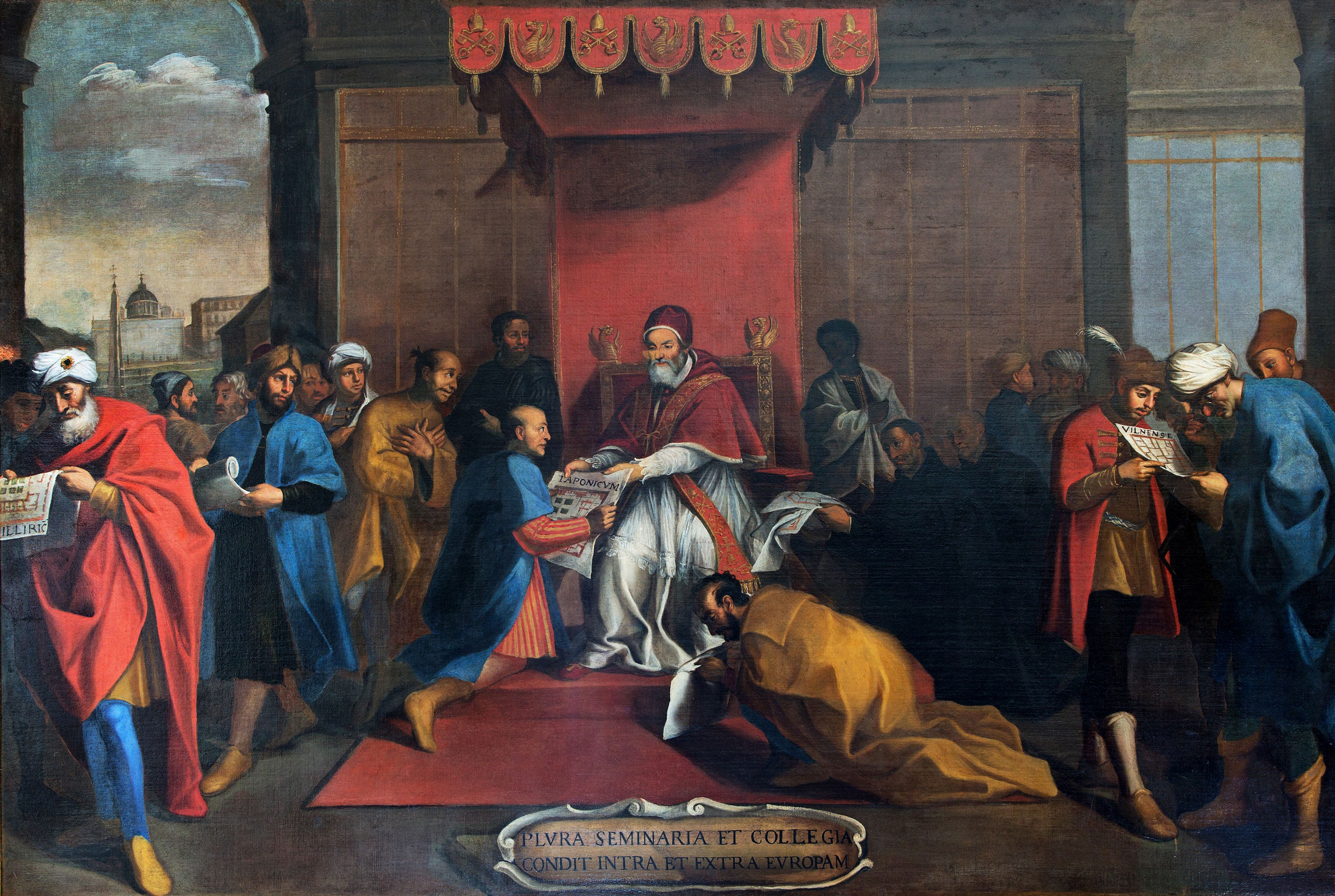
L'ambasceria giapponese viene ricevuta da Papa Gregorio XIII. Dipinto del 1655.

Circa un anno più tardi gli inviati raggiunsero l'Italia, sbarcando a Livorno il 1º marzo 1585. Da lì raggiunsero Firenze, dove vennero ricevuti dal Granduca di Toscana Francesco I de' Medici, che fece visitare loro Pisa e Siena. Da quest'ultima ripartirono in gran fretta il 17 marzo, in quanto a San Quirico d'Orcia avevano trovato un messaggio del Papa che invitava loro ad affrettarsi. Entrarono dunque nello Stato Pontificio, passando per Bolsena e soggiornando a Viterbo. Il gruppo ebbe modo altresì di alloggiare a Villa Lante (Bagnaia), dove vennero intrattenuti con battute di caccia e furono istruiti delle usanze e delle tradizioni musicali italiane. Ripartirono da Viterbo il 21 marzo e, dopo una breve sosta a Caprarola, giunsero a Roma la sera del 22. L'incontro con Papa Gregorio XIII avvenne tuttavia solo il giorno dopo, a causa delle precarie condizioni di salute di Nakaura. Egli dovette rinunciare a partecipare al corteo di benvenuto e alla sfilata tra le strade di Roma, a cui presero parte regolarmente gli altri tre emissari, ma riuscì a incontrare privatamente il pontefice insieme al resto della delegazione. Questa si trattenne a Roma fino al 3 giugno 1585 e, dopo la morte di Gregorio XIII, venne ricevuta anche dal nuovo pontefice, Sisto V, il quale insignì gli ambasciatori della cittadinanza onoraria romana, oltre a fare loro dono della chiesa di Santa Maria dell'Orto, che da allora è il luogo di culto di riferimento per la comunità cattolica giapponese della capitale italiana.
Lasciata Roma, Itō e i suoi compagni fecero tappa in altre varie città italiane quali Rimini (16 giugno), Ferrara (dove furono accolti dal duca Alfonso II d'Este), Venezia, Mantova, Milano e Genova, dalla quale si imbarcarono in direzione della Spagna. Da Barcellona giunsero a Lisbona, da cui salparono il 13 aprile 1586. Dopo quattro anni di viaggio, il 21 luglio 1590 arrivarono finalmente in Giappone, venendo accolti da eroi, benché le missioni gesuite in Giappone si trovassero proprio in quel tempo a fronteggiare una grande crisi: in seguito all'emanazione nel 1587 di un editto voluto da Toyotomi Hideyoshi, infatti, ai missionari cristiani fu ordinato di abbandonare il Giappone.